# Blattodea
Ordre
Les Blattodea (les Blattoptères) sont un ordre d'insectes comprenant les blattes et les termites. Autrefois, les termites étaient regroupés dans un ordre à part, les Isoptera. Cependant, les dernières recherches sur la génétique de ces groupes suggèrent qu'ils ont évolué d'un ancêtre commun et qu'ils sont ainsi fortement liés,,. Les Blattodea et  les Mantodea (les mantes) appartiennent au super-ordre des Polyneoptera (anciennement Dictyoptera).
Les plus anciens fossiles de ce groupe proviennent de la période du Carbonifère, il y a près de 355 millions d'années. Ces fossiles anciens diffèrent des cafards modernes par la présence d'un long ovipositeur externe. Les premiers fossiles de cafard moderne possédant un ovipositeur interne sont apparus au début du trias, il y a 250 millions d'années.

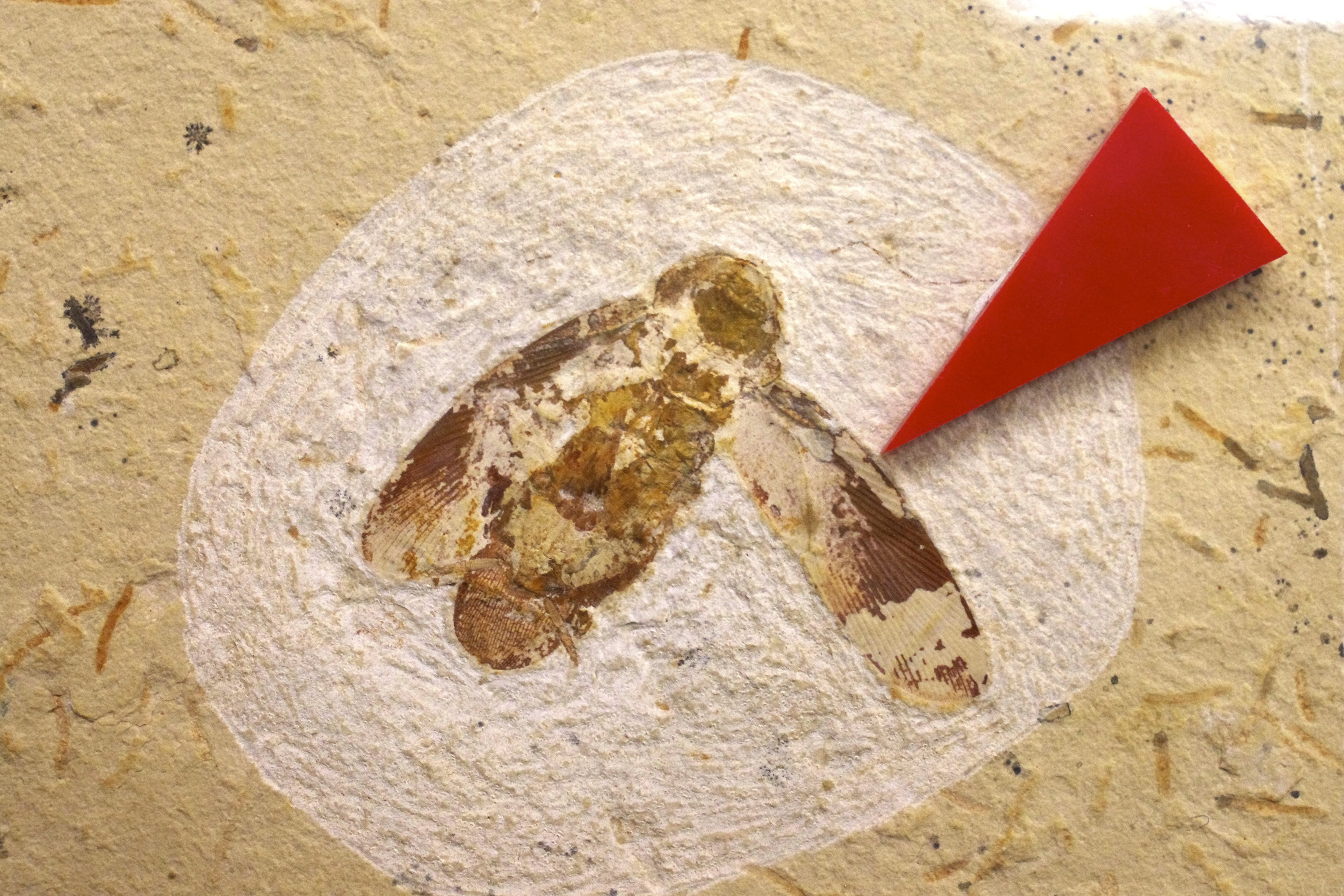
Fossile de blatte

## Liste des familles de l'ordre des Blattodea
- Blattaria (blattes)
  - Blaberidae
  - Blattellidae
  - Blattidae
  - Cryptocercidae
  - Polyphagidae
  - Nocticolidae
  - Tryonicidae
  - Lamproblattidae

- Isoptera (termites)
  - Cratomastotermitidae
  - Mastotermitidae
  - Termopsidae
  - Archotermopsidae
  - Hodotermitidae
  - Stolotermitidae
  - Kalotermitidae
  - Archeorhinotermitidae
  - Stylotermitidae
  - Rhinotermitidae
  - Serritermitidae
  - Termitidae

### Selon ITIS
Selon ITIS (28 avril 2024) :
- Super-famille Blaberoidea
  - Blaberidae 
  - Blattellidae
- Super-famille Blattoidea
  - Blattidae 
  -  Cryptocercidae
  - Hodotermitidae Desneux, 1904
  - Kalotermitidae Froggart, 1897
  - Rhinotermitidae Froggart, 1897
  - Termitidae Latreille, 1802
  - Termopsidae Holmgren, 1911
- Super-famille Corydioidea
  - Polyphagidae

## Taxonomie
Le nom valide complet (avec auteur) de ce taxon est Blattodea (Latreille 1810).
Ce taxon porte en français le nom vernaculaire ou normalisé suivant : Blattes.
Blattodea a pour synonyme :
- Dictyoptera

## Galerie

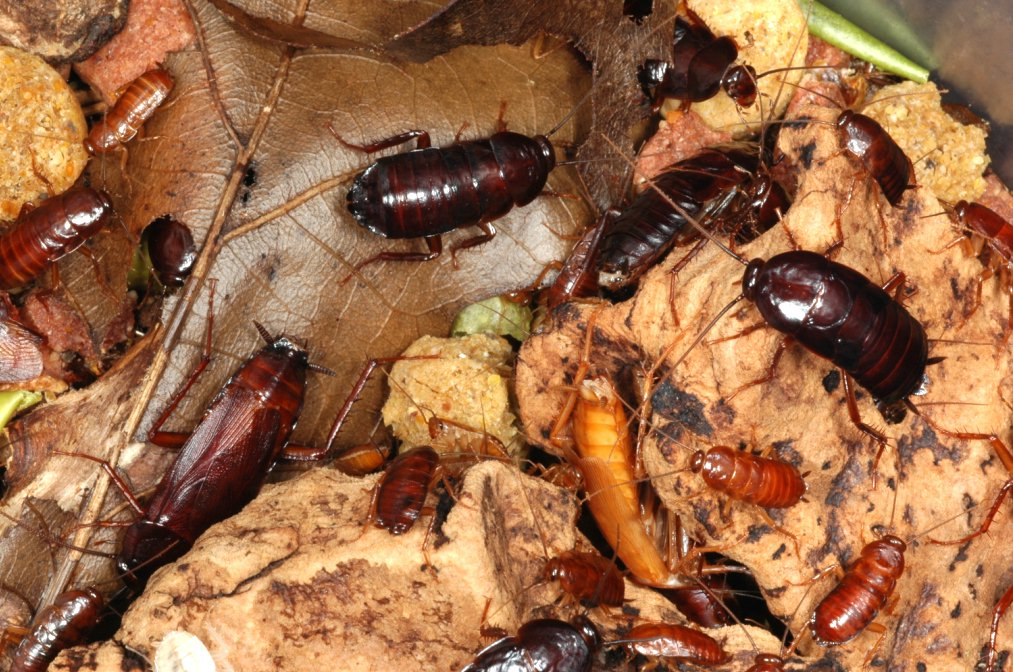
Blatta orientalis
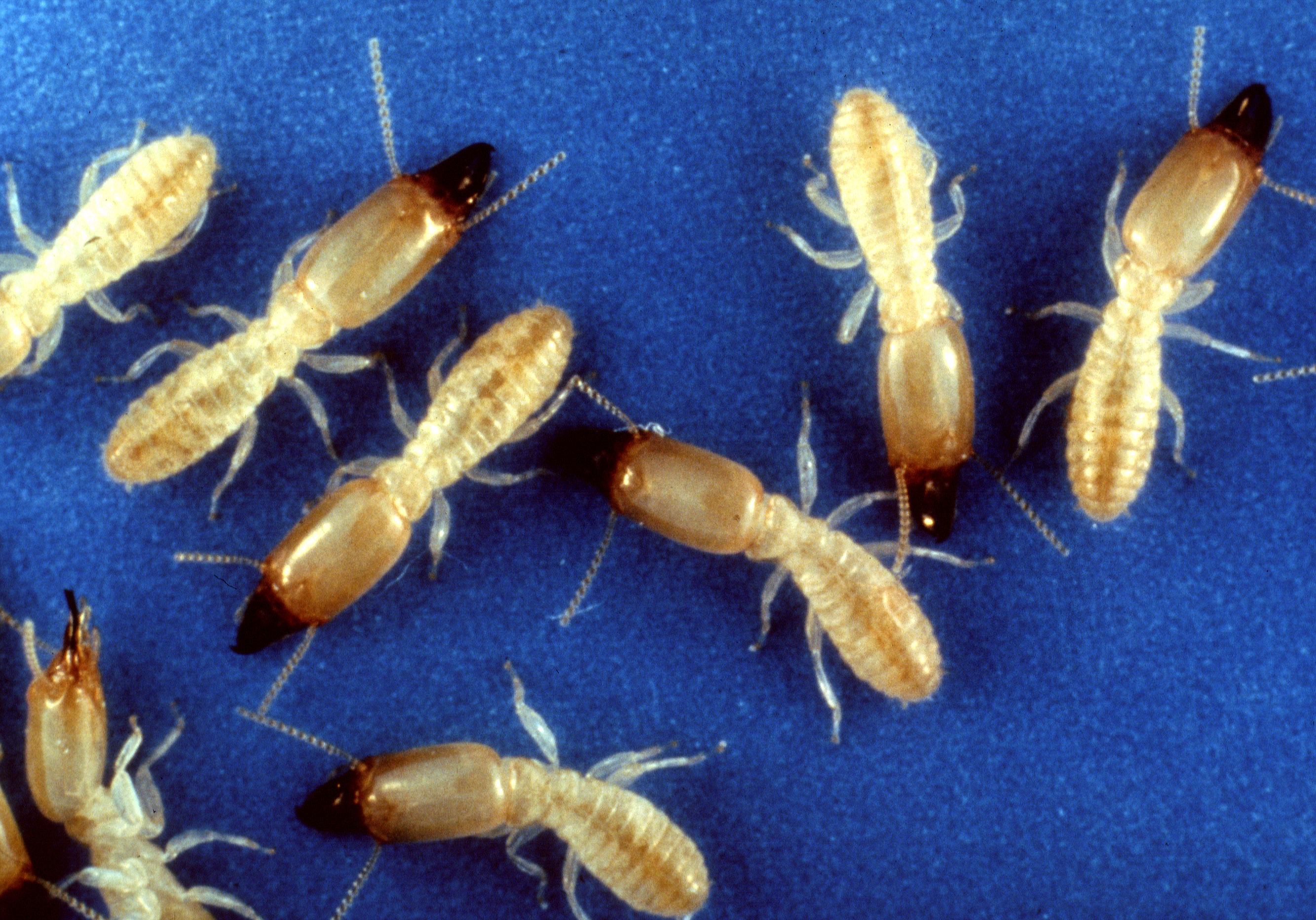
Reticulitermes flavipes